# Paula Szeremeta
Paula Szeremeta z d. Rauch (ur. 25 lutego 1989 w Rzeszowie) – polska siatkarka grająca na pozycji atakującej. Od 2012 roku zawodniczka KS DevelopResu Rzeszów.

## Kluby
| Klub                  | Lata gry    |
| --------------------- | ----------- |
| Zelmer Rzeszów        | wychowanka  |
| MKS Łańcut            | ? – 2009    |
| Szóstka Biłgoraj      | 2009 – 2012 |
| KS DevelopRes Rzeszów | od 2012     |